# Universidad Nacional de San Agustín

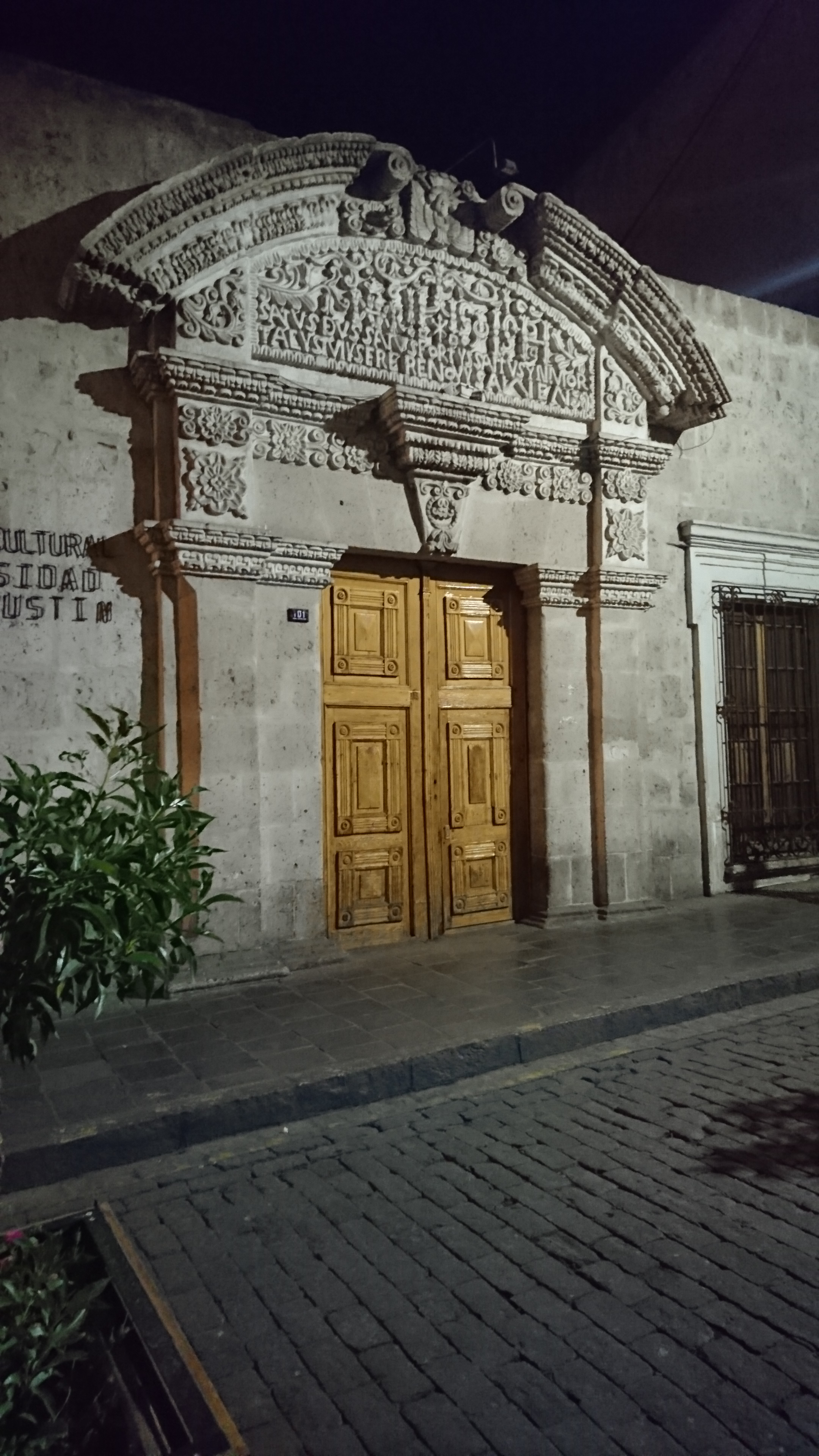
Complejo Cultural de la UNSA

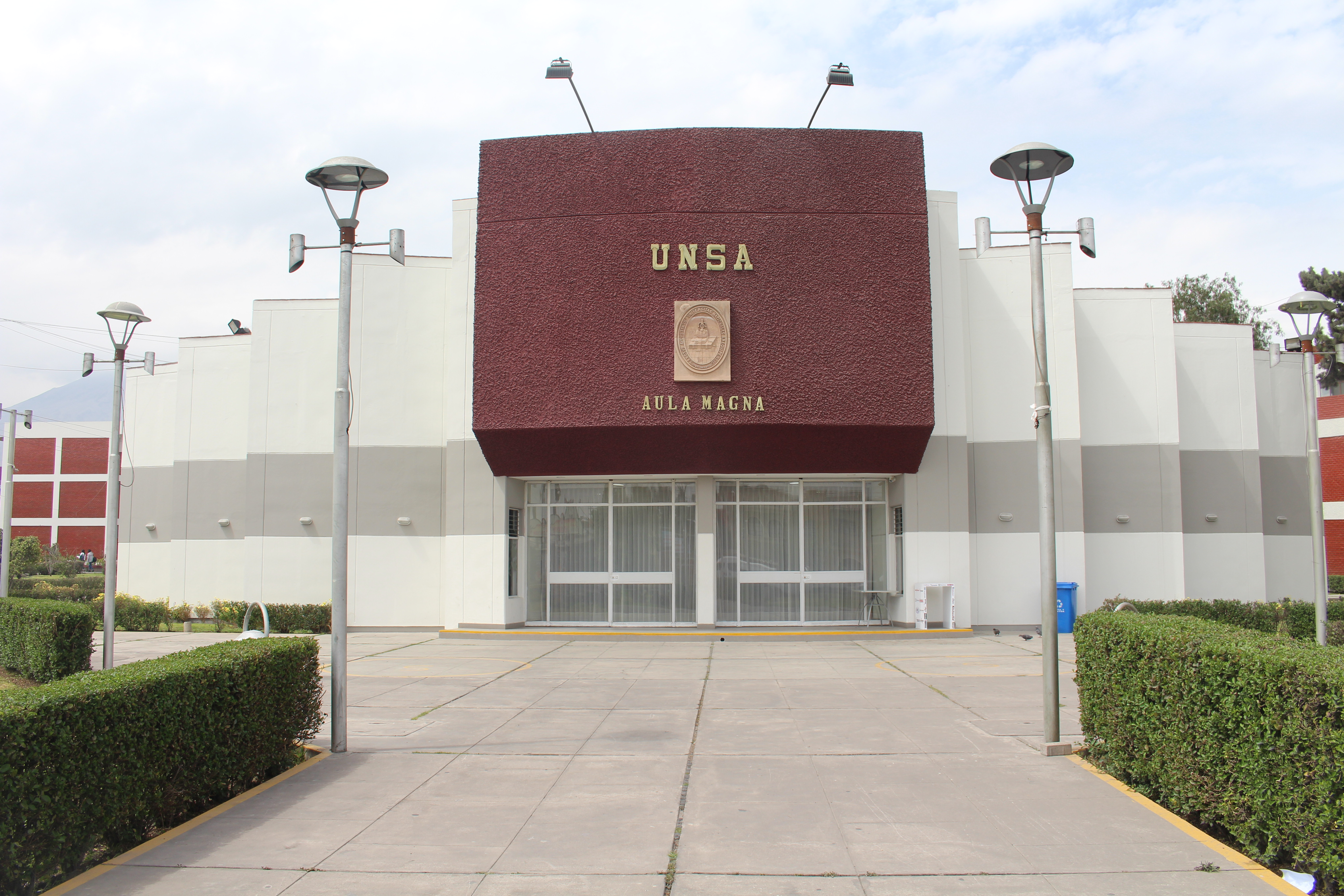
Aula Magna "Simón Bolívar" auditorio principal de la Universidad Nacional de San Agustín de Arequipa ubicado en el área de Biomédicas

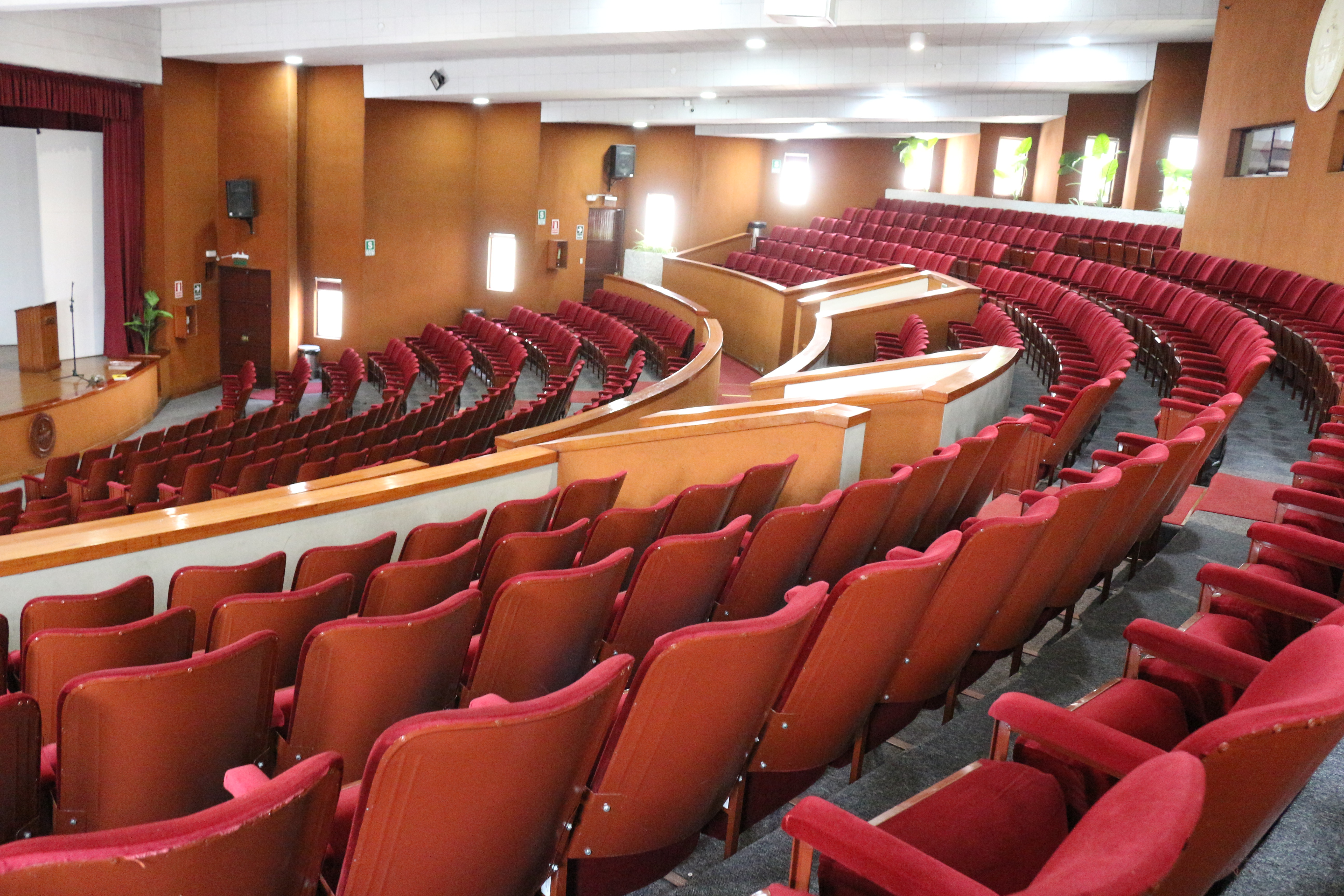
El Aula Magna "Simón Bolívar" tiene capacidad para 500 personas

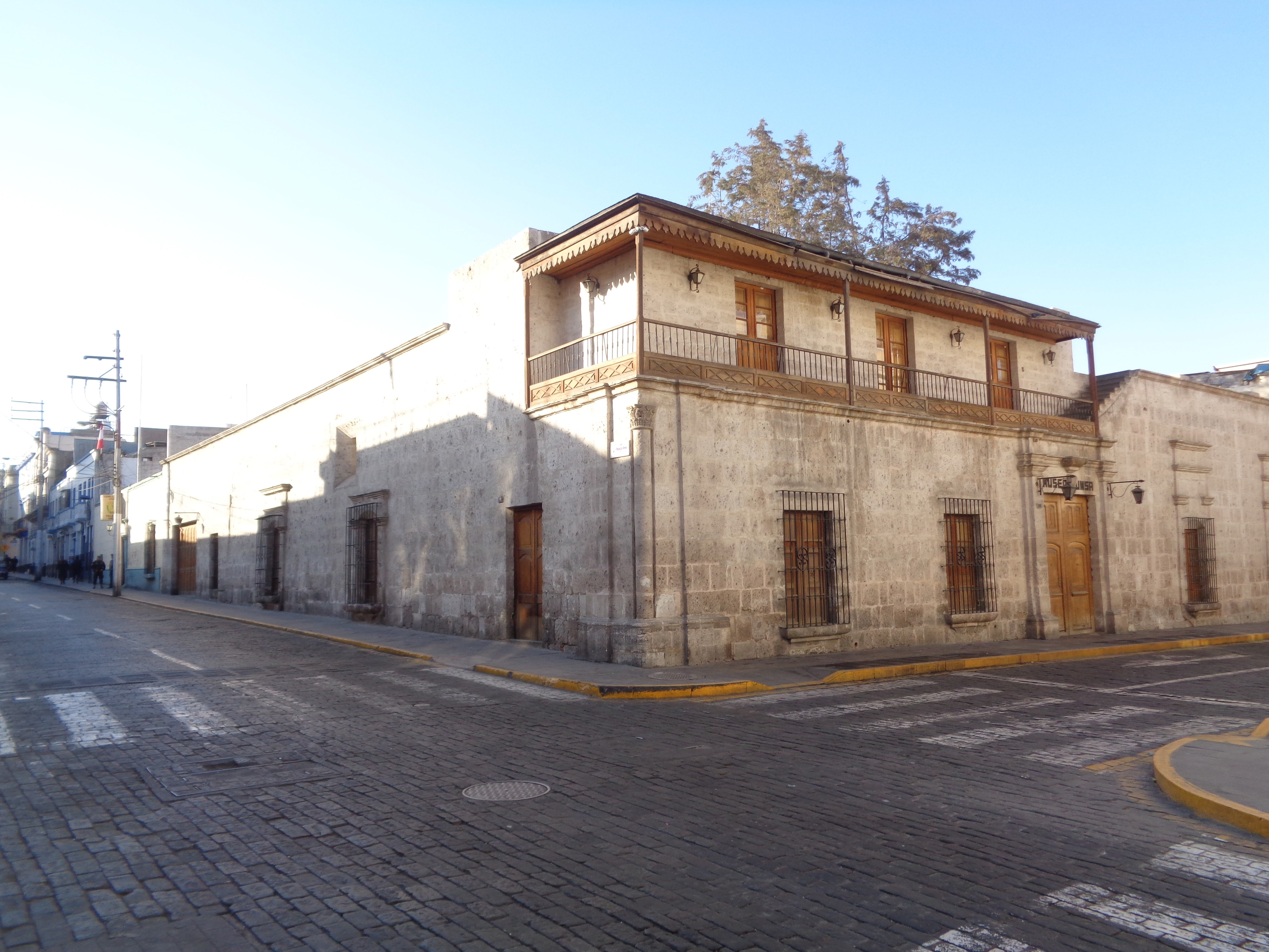
Museo de la Universidad Nacional de San Agustín de Arequipa

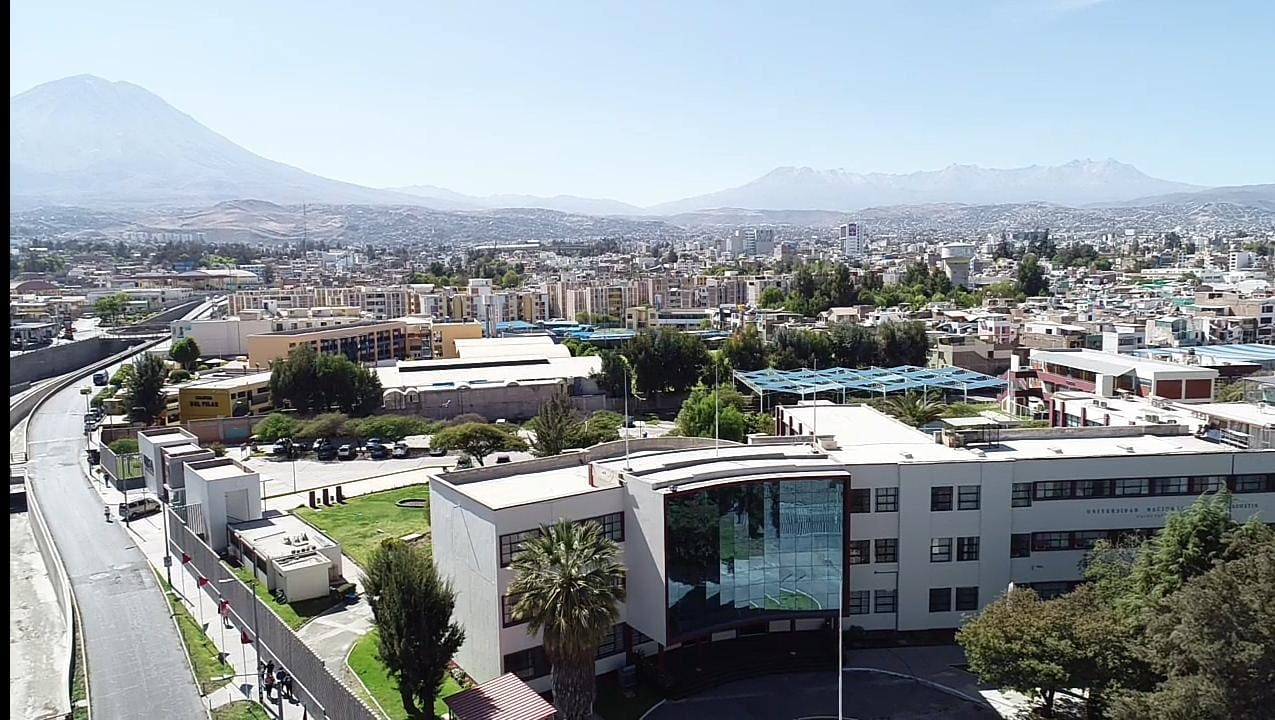
Vista aérea de la Facultad de Medicina de la UNSA

La Universidad Nacional de San Agustín de Arequipa (UNSA) es una universidad pública peruana ubicada en la ciudad de Arequipa. Fue fundada el 11 de noviembre de 1828, siendo la quinta universidad más antigua del país y la segunda fundada en la época republicana.

## Historia

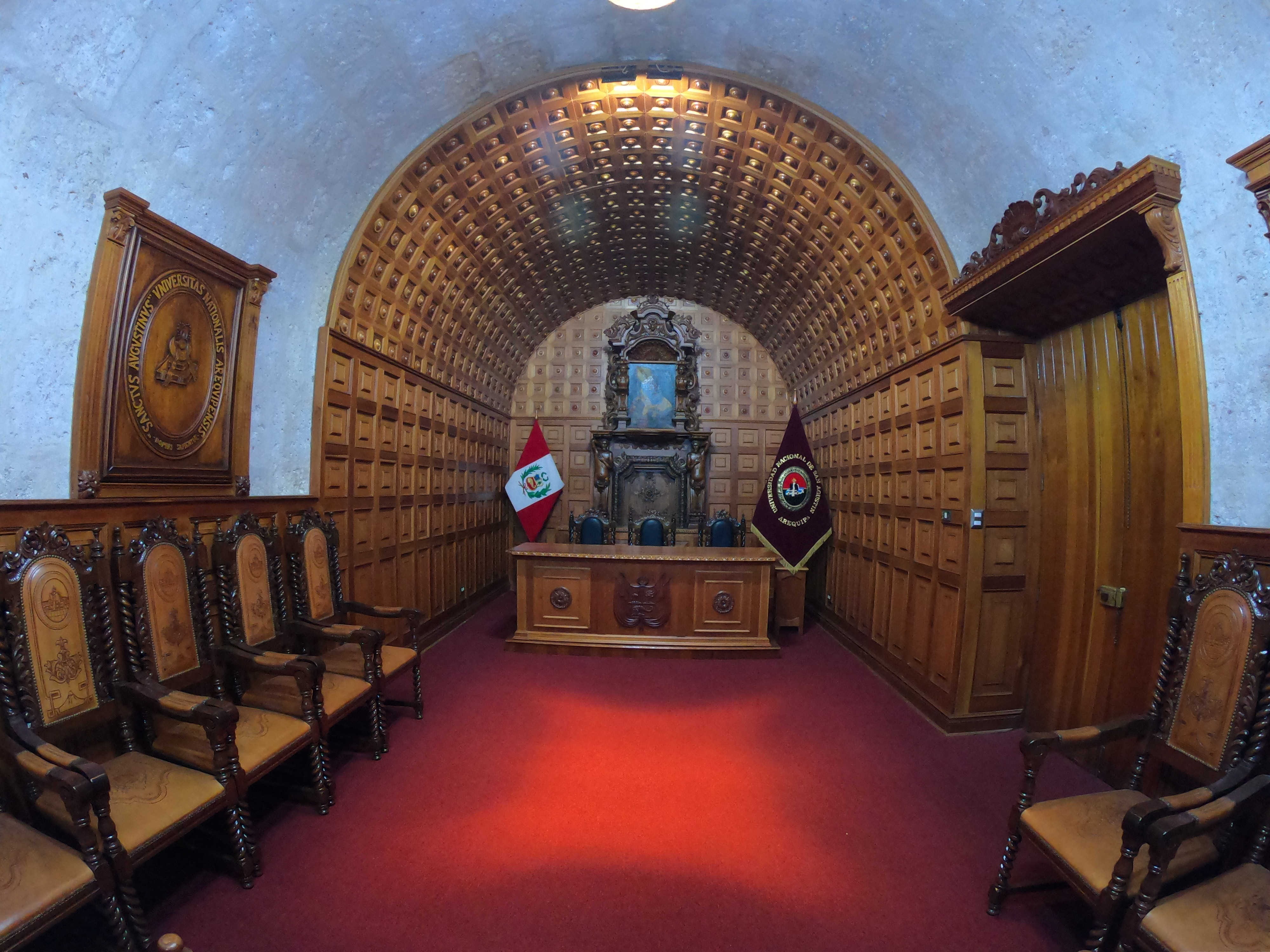
Sala de Rectores de la UNSA antes sala de colaciones

El 6 de agosto de 1825, mientras se encontraba Simón Bolívar en la ciudad de Puno, el Libertador envió una ordenanza al prefecto de Arequipa, Antonio Gutiérrez de la Fuente, con el propósito de que constituya establecimientos dedicados a las ciencias, artes, salud y demás servicios públicos que conlleven al progreso del departamento. De esta manera, con la contribución de los miembros de la Academia Lauretana y el apoyo del mariscal Andrés de Santa Cruz, quien presidía del Consejo de Gobierno, se dispuso que la nueva universidad ocupara los claustros de los padres agustinos.
El 11 de noviembre de 1828, se suscribió el acta fundacional de la «Universidad Nacional del Gran Padre San Agustín del departamento de Arequipa». El deán Juan Gualberto Valdivia y el clérigo Manuel Fernández fueron los encargados de redactar los primeros estatutos, mientras que José Fernández Dávila fue elegido como primer rector.
La universidad empezó sus labores con las escuelas profesionales de Religión, Lengua latina y castellana, Filosofía, Matemáticas, Derecho natural y de gentes, Letras, Economía política, Medicina y Derecho civil. Actualmente la UNSA cuenta con 18 facultades, 46 escuelas profesionales, 92 segundas especializaciones, 75 maestrías y 20 doctorados en las áreas de ingeniería, ciencias sociales y biomédicas.
El 24 de agosto de 2018, la Superintendencia Nacional de Educación Superior (Sunedu) otorgó el licenciamiento institucional por diez años tras demostrar haber cumplido las condiciones básicas de calidad.
La Universidad Nacional de San Agustín de Arequipa cuentan con 27 Escuelas Acreditadas por Icacit, Ingeniería Civil, Ingeniería Sanitaria; Ingeniería Geológica, Ingeniería Geofísica, Ingeniería de Minas; Ingeniería Electrónica, Ingeniería Mecánica, Ingeniería de Telecomunicaciones y Sineace, Ingeniería Pesquera, Agronomía, Ingeniería Industrial, Ingeniería Eléctrica, Ingeniería Química, Ingeniería Metalúrgica, Ingeniería Ambiental, Ingeniería de Industrias Alimentarias, Ingeniería de Materiales; Ciencias de la Nutrición, Contabilidad, Marketing, Banca y Seguros, Gestión. Además, la escuela de Ingeniería de Sistemas fue acreditada internacionalmente por ABET. 
Hugo José Rojas Flores ocupó el cargo de rector desde el 1 de septiembre de 2021. Es el primer médico egresado de la UNSA que asume el rectorado de la universidad arequipeña.

## Campus
La universidad se destaca por sus tres campus principales y por ser la segunda universidad pública más grande de Perú, superada únicamente por la Universidad Nacional Mayor de San Marcos. La mayoría de sus escuelas y facultades están ubicadas en la Ciudad Universitaria de Independencia cuyo desarrollo fue ideado por el arquitecto Héctor Velarde en 1940, pero no se materializó hasta 1962, momento en que la universidad se descentralizó y se mudó a este nuevo emplazamiento. El diseño de la Ciudad Universitaria sigue un modelo académico inspirado en las enseñanzas de L'Ecole des Beaux Arts de París. Destaca por su simetría en la disposición de elementos y pabellones, lo cual ha influenciado el desarrollo de un estilo arequipeño con características neocoloniales, que ha tenido un impacto en otros centros educativos en Perú y América Latina. Sus orígenes se remontan a la Universidad Real y Pontificia Intra claustra, fundada el 22 de enero de 1714, y a la Academia Lauretana de Ciencias y Artes, establecida el 10 de diciembre de 1821.

## Áreas académicas

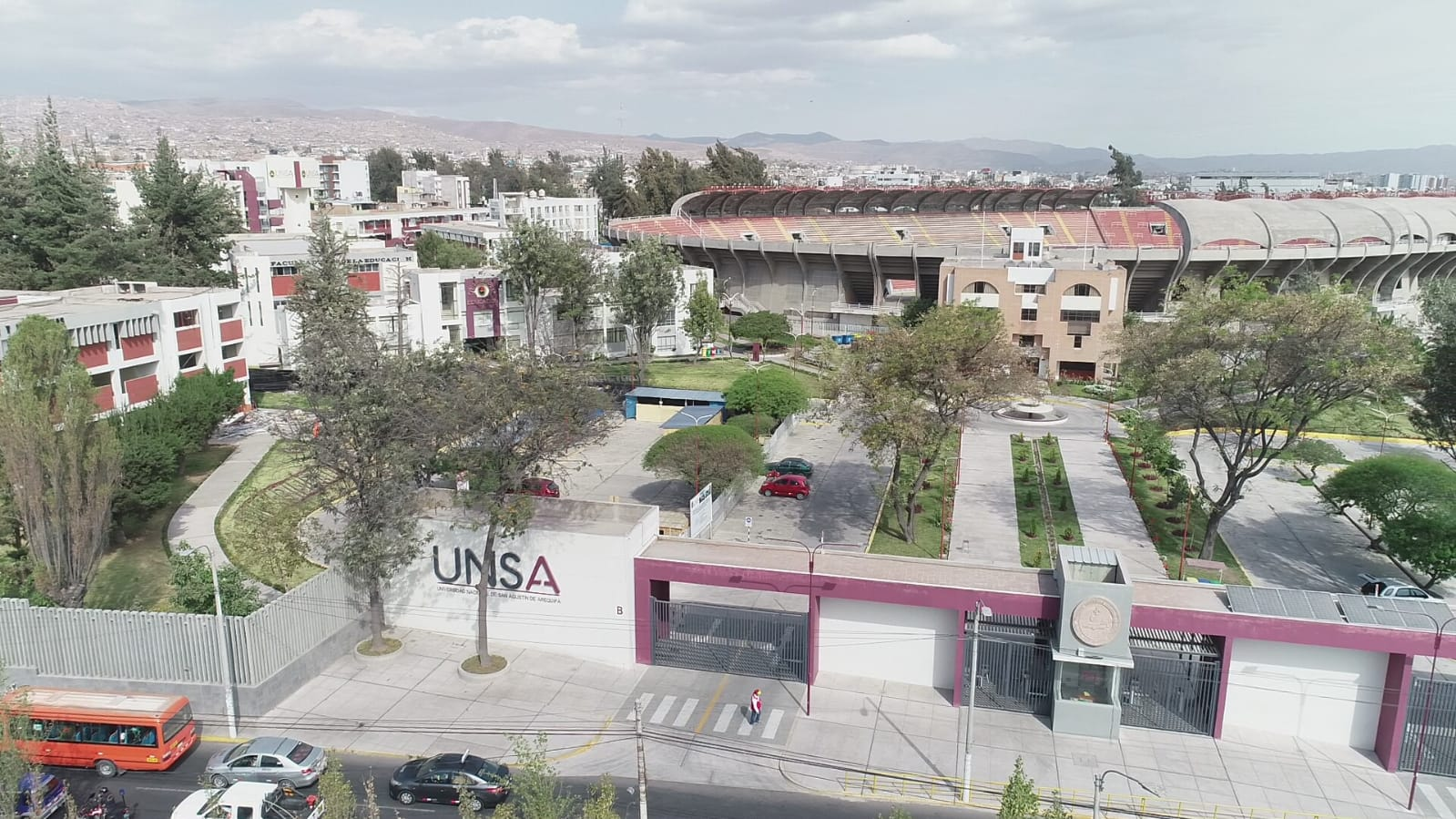
Puerta de ingreso al área de sociales de la UNSA, al fondo el estadio

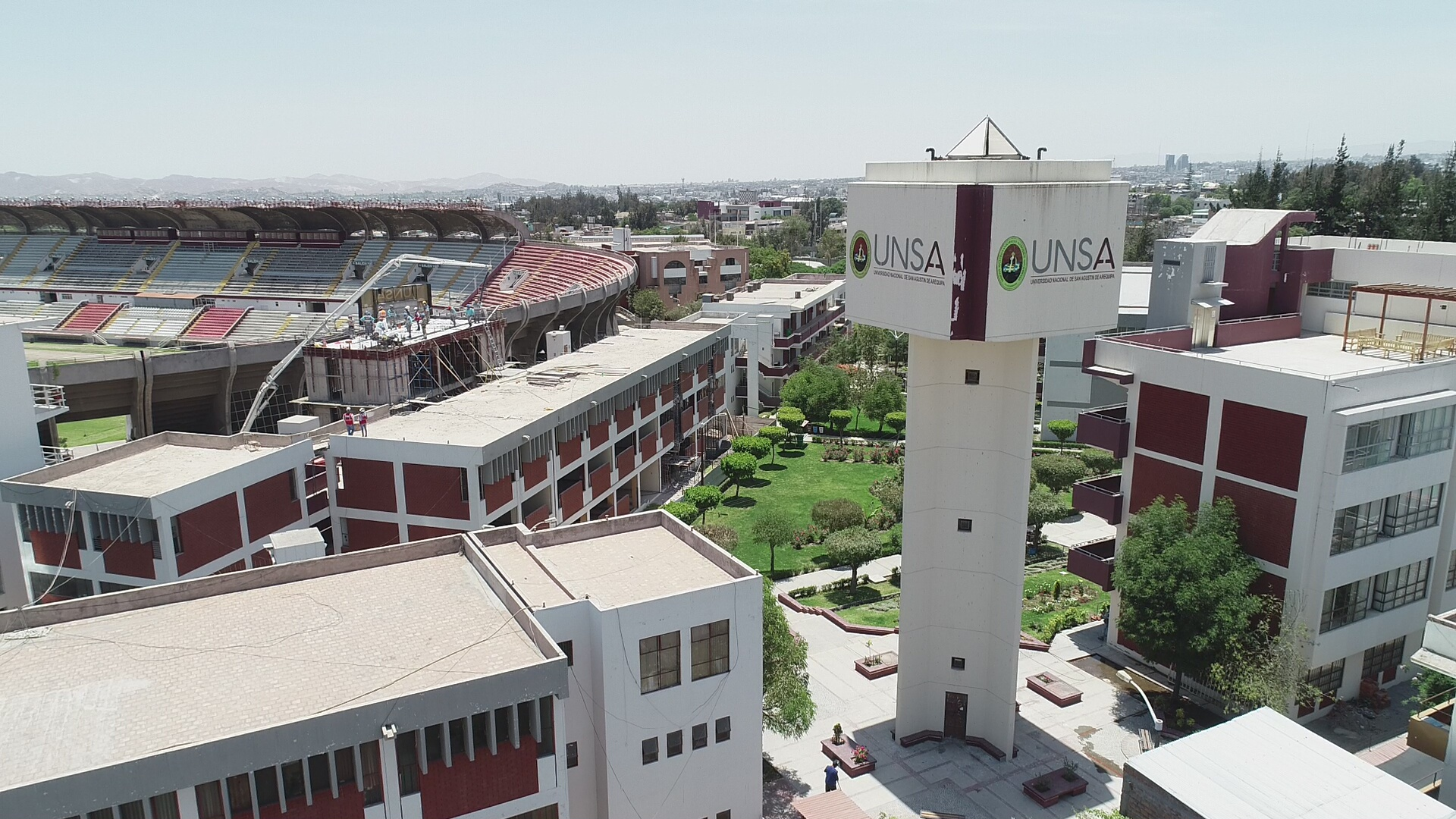
Área de Sociales, pabellones de Psicología y Ciencias de la Comunicación

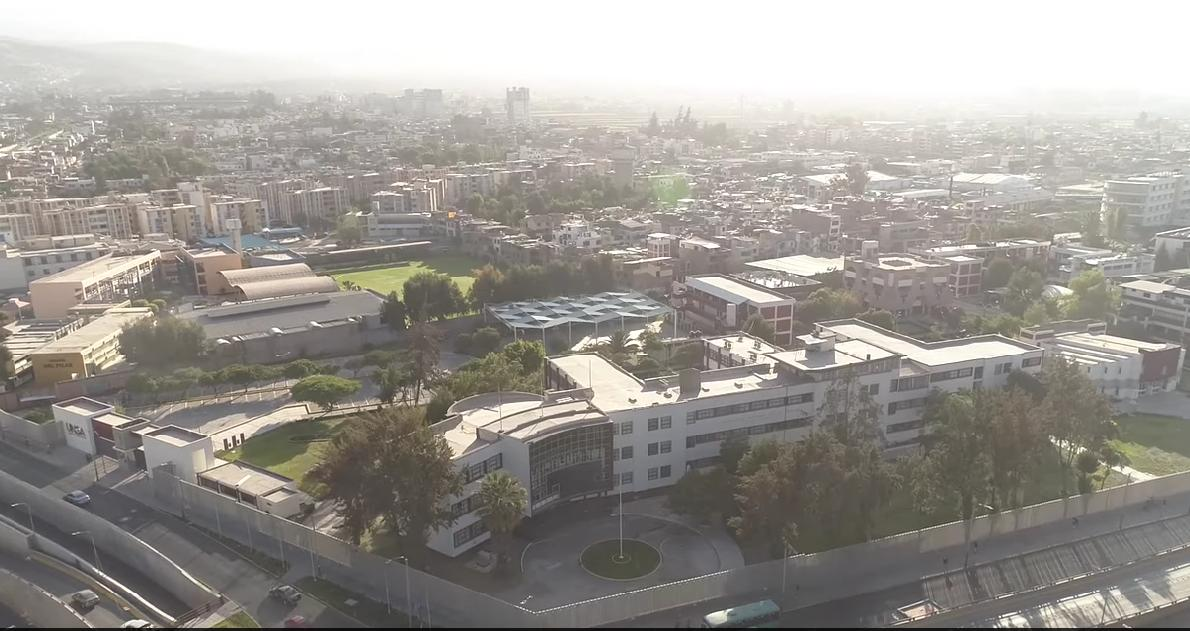
Panorámica del Área de Biomédicas de la UNSA

### Pregrado
| Facultades                                                    | Programas                                               |
| ------------------------------------------------------------- | ------------------------------------------------------- |
| Facultad de Ingeniería de Procesos                            | Ingeniería Química                                      |
| Facultad de Ingeniería de Procesos                            | Ingeniería Ambiental                                    |
| Facultad de Ingeniería de Procesos                            | Ingeniería de Materiales                                |
| Facultad de Ingeniería de Procesos                            | Ingeniería Metalúrgica                                  |
| Facultad de Ingeniería de Procesos                            | Ingeniería de Industrias Alimentarias                   |
| Facultad de Ciencias Contables y Financieras                  | Contabilidad                                            |
| Facultad de Ciencias Contables y Financieras                  | Finanzas                                                |
| Facultad de Economía                                          | Economía                                                |
| Facultad de Derecho                                           | Derecho                                                 |
| Facultad de Ingeniería de Producción y Servicios              | Ingeniería de Sistemas                                  |
| Facultad de Ingeniería de Producción y Servicios              | Ingeniería Eléctrica                                    |
| Facultad de Ingeniería de Producción y Servicios              | Ingeniería Electrónica                                  |
| Facultad de Ingeniería de Producción y Servicios              | Ingeniería Mecánica                                     |
| Facultad de Ingeniería de Producción y Servicios              | Ingeniería Industrial                                   |
| Facultad de Ingeniería de Producción y Servicios              | Ciencia de la Computación                               |
| Facultad de Ingeniería de Producción y Servicios              | Ingeniería de Telecomunicaciones                        |
| Facultad de Ciencias Histórico Sociales                       | Trabajo Social                                          |
| Facultad de Ciencias Histórico Sociales                       | Antropología                                            |
| Facultad de Ciencias Histórico Sociales                       | Turismo y Hotelería                                     |
| Facultad de Ciencias Histórico Sociales                       | Sociología                                              |
| Facultad de Ciencias Histórico Sociales                       | Historia                                                |
| Facultad de Geología, Geofísica y Minas                       | Ingeniería Geofísica                                    |
| Facultad de Geología, Geofísica y Minas                       | Ingeniería Geológica                                    |
| Facultad de Geología, Geofísica y Minas                       | Ingeniería de Minas                                     |
| Facultad de Ingeniería Civil                                  | Ingeniería Civil                                        |
| Facultad de Ingeniería Civil                                  | Ingeniería Sanitaria                                    |
| Facultad de Psicología, RR. II. y Ciencias de la Comunicación | Psicología                                              |
| Facultad de Psicología, RR. II. y Ciencias de la Comunicación | Relaciones Industriales                                 |
| Facultad de Psicología, RR. II. y Ciencias de la Comunicación | Ciencias de la Comunicación                             |
| Facultad de Ciencias Naturales y Formales                     | Física                                                  |
| Facultad de Ciencias Naturales y Formales                     | Matemática                                              |
| Facultad de Ciencias Naturales y Formales                     | Química                                                 |
| Facultad de Arquitectura                                      | Arquitectura                                            |
| Facultad de Filosofía y Humanidades                           | Filosofía                                               |
| Facultad de Filosofía y Humanidades                           | Literatura y Lingüística                                |
| Facultad de Filosofía y Humanidades                           | Artes Especialidad de plásticas                         |
| Facultad de Filosofía y Humanidades                           | Artes Especialidad de música                            |
| Facultad de Ciencias Biológicas                               | Biología                                                |
| Facultad de Ciencias Biológicas                               | Ciencias de la Nutrición                                |
| Facultad de Ciencias Biológicas                               | Ingeniería Pesquera                                     |
| Facultad de Administración                                    | Administración                                          |
| Facultad de Administración                                    | Marketing                                               |
| Facultad de Administración                                    | Banca y Seguro                                          |
| Facultad de Administración                                    | Gestión Pública                                         |
| Facultad de Administración                                    | Gestión de empresas                                     |
| Facultad de Administración                                    | Gestión de proyectos                                    |
| Facultad de Medicina                                          | Medicina                                                |
| Facultad de Enfermería                                        | Enfermería                                              |
| Agronomía                                                     | Agronomía                                               |
| Facultad de Educación                                         | Especialidad Ciencias Naturales                         |
| Facultad de Educación                                         | Especialidad Ciencias Sociales                          |
| Facultad de Educación                                         | Especialidad Informática Educativa                      |
| Facultad de Educación                                         | Especialidad Educación Física                           |
| Facultad de Educación                                         | Especialidad Educación Inicial                          |
| Facultad de Educación                                         | Especialidad Educación Primaria                         |
| Facultad de Educación                                         | Especialidad Físico Matemática                          |
| Facultad de Educación                                         | Especialidad Lengua, Literatura, Filosofía y Psicología |
| Facultad de Educación                                         | Especialidad Idiomas (inglés-Francés)                   |

### Posgrado

#### Maestrías
| Área          | Maestrías                                                                                   |
| ------------- | ------------------------------------------------------------------------------------------- |
| Ingenierías   | Maestrías Facultad de Arquitectura y Urbanismo (2)                                          |
| Ingenierías   | Maestrías Facultad de Ciencias Naturales y Formales (5)                                     |
| Ingenierías   | Maestrías Facultad de Geológica, Geofísica y Minas (2)                                      |
| Ingenierías   | Maestrías Facultad de Ingeniería de Procesos (5)                                            |
| Ingenierías   | Maestrías Facultad de Ingeniería de Producción y Servicios (13)                             |
| Sociales      | Maestrías de la Facultad de Filosofía y Humanidades (4)                                     |
| Sociales      | Maestrías Facultad de Administración (7)                                                    |
| Sociales      | Maestrías Facultad de Ciencias Contables y Financieras (5)                                  |
| Sociales      | Maestrías Facultad de Ciencias Histórico Sociales (3)                                       |
| Sociales      | Maestrías Facultad de Derecho (3)                                                           |
| Sociales      | Maestrías Facultad de Economía (4)                                                          |
| Sociales      | Maestrías Facultad de Educación (2)                                                         |
| Sociales      | Maestrías Facultad de Psicología, Relaciones Industriales y Ciencias de la Comunicación (3) |
| Biomédicas    | Maestría Facultad de Ciencias Biológicas (4)                                                |
| Biomédicas    | Maestrías Facultad de Enfermería (3)                                                        |
| Biomédicas    | Maestrías Facultad de Medicina (3)                                                          |
| Investigación | Maestría en Investigación (1)                                                               |

#### Doctorados
| Área        | Doctorados                                   |
| ----------- | -------------------------------------------- |
| Ingenierías | Seguridad y Medio Ambiente                   |
| Ingenierías | Ingeniería Mecatrónica                       |
| Ingenierías | Ingeniería de Procesos                       |
| Ingenierías | Química                                      |
| Ingenierías | Ciencias de la Computación                   |
| Ingenierías | Arquitectura y Urbanismo                     |
| Ingenierías | Ciencias Ambientales y Energías Renovables   |
| Ingenierías | Ciencias y Tecnologías Medioambientales      |
| Sociales    | Comunicación y Desarrollo                    |
| Sociales    | Ciencias Sociales                            |
| Sociales    | Gobernabilidad y Gestión Pública Estratégica |
| Sociales    | Ciencias Empresariales                       |
| Sociales    | Derecho                                      |
| Sociales    | Educación                                    |
| Sociales    | Psicología                                   |
| Sociales    | Administración (DBA)                         |
| Biomédicas  | Protección Vegetal                           |
| Biomédicas  | Salud Colectiva                              |
| Biomédicas  | Enfermería                                   |
| Biomédicas  | Biología Ambiental                           |
| Biomédicas  | Salud Pública                                |

## Investigación

### Centros y institutos de investigación
La universidad tiene varios centros y institutos de investigación en diferentes áreas.
- Centro de Microscopia Electrónica
- Centro de Investigación, Enseñanza y Producción Agrícola (CIEPA MAJES)
- Centro de Producción, Investigación y Capacitación de Hunter
- Instituto Astronómico y Aeroespacial Pedro Paulet

## Controversias
En abril de 2025, la universidad entró en crisis y fue declarada en emergencia por la contratación de docentes. El sindicato anunció una huelga indefinida por la falta de atenciones solicitadas al rector desde agosto de 2024, lo que paralizó al 95 % de su plantilla de la institución. El sindicato señaló que la huelga continuaría hasta aumentar el presupuesto de toda la plantilla y su presidente afirmó que se impartirían clases de recuperación cuando la huelga terminara. La gerencia de trabajo del Gobierno Regional de Arequipa propuso una mesa de conciliación.

## Rankings académicos
En los últimos años se ha generalizado el uso de rankings universitarios internacionales para evaluar el desempeño de las universidades a nivel nacional y mundial; siendo estos rankings clasificaciones académicas que ubican a las instituciones de acuerdo a una metodología científica de tipo bibliométrica que incluye criterios objetivos medibles y reproducibles, tomando en cuenta por ejemplo: la reputación académica, la reputación de empleabilidad para los egresantes, la citas de investigación a sus repositorios y su impacto en la web. Del total de 92 universidades licenciadas en el Perú, la Universidad Nacional de San Agustín se ha ubicado regularmente dentro de los quince primeros lugares a nivel nacional en determinados rankings universitarios internacionales.